# Pablo Rodríguez (político)
Pablo Rodriguez (San Miguel de Tucumán, 21 de junio de 1967) es un político canadiense de origen argentino. Se desempeña como miembro del parlamento, y desde noviembre de 2019 es el representante del gobierno en la Cámara de los Comunes.
Rodríguez nació el 21 de junio de 1967 en San Miguel de Tucumán, Argentina. Cuando tenía ocho años, la familia de Rodríguez debió exiliarse a Canadá después de que su casa fuera destruida por grupos de tareas mientras su padre era encarcelado y torturado repetidamente por su activismo en el peronismo.
Antes de ser elegido como Liberal en Cámara de los Comunes de Canadá representando al distrito electoral de Honoré-Mercier en Quebec en 2004 y 2006, fue un consultor de empresas comunicaciones y gerenciamiento. Designado por Justin Trudeau, se desempeñó como Ministro de Patrimonio Canadiense entre julio de 2018 y noviembre de 2019.
Es el último presidente del ala liberal del partido de Canadá en Quebec.